# Diputación Provincial de Orense
La Diputación Provincial de Orense es una institución pública que presta servicios directos a los ciudadanos y presta apoyo técnico, económico y tecnológico a los ayuntamientos de los 92 municipios de la provincia de Orense, en la comunidad autónoma de Galicia, España. Además, coordina algunos servicios municipales y organiza servicios de carácter supramunicipal. Tiene su sede central en la ciudad de Orense.

## Historia
La Diputación de Orense fue creada en el año 1836, como consecuencia de la organización de España en provincias. En aquella época ejerció competencias en materia de obras públicas, educación, beneficencia, así como funciones intermedias entre los municipios y la administración del estado.
En el año 1979 se constituyó como organismo democrático a la par del proceso de transición que se desarrollaba en España.
Su actual sede está en el 'Pazo Provincial', en la Rúa Progreso (una de las principales arterias de la capital orensana). Es un edificio muy grande, de planta rectangular y tres alturas. La fachada está revestida de cal, combinándose en sus múltiples ventanas los recercados de piedra granítica. Lo más destacable es el cuerpo de la portada que sobresale de la línea general del edificio, estando enmarcada por columnas estriadas, sobre la que hay dos plantas de balcones de piedra y arriba del todo está rematada en un frontón con el escudo de armas de la ciudad.
Justo al lado de este palacio se encuentra el Edificio Simeón, que es un centro cultural y museo del tren, cuya gestión está a cargo de la Diputación.

## Composición
Integran la Diputación Provincial, como órganos de Gobierno de la misma, el Presidente, los Vicepresidentes, la Corporación, el Pleno y las Comisiones informativas.
| Actual distribución de la Diputación tras las elecciones municipales de 2023 | Actual distribución de la Diputación tras las elecciones municipales de 2023 | Actual distribución de la Diputación tras las elecciones municipales de 2023 | Actual distribución de la Diputación tras las elecciones municipales de 2023 | Actual distribución de la Diputación tras las elecciones municipales de 2023 |
| Partido político                                                             | Votos                                                                        | %                                                                            | Diputados                                                                    |                                                                              |
| ---------------------------------------------------------------------------- | ---------------------------------------------------------------------------- | ---------------------------------------------------------------------------- | ---------------------------------------------------------------------------- | ---------------------------------------------------------------------------- |
| Partido Popular de Galicia (PPdeG)                                           | 72.103                                                                       | 40,59%                                                                       | 12                                                                           |                                                                              |
| Partido de los Socialistas de Galicia (PSdeG-PSOE)                           | 43.713                                                                       | 24,60%                                                                       | 7                                                                            |                                                                              |
| Bloque Nacionalista Galego (BNG)                                             | 26.518                                                                       | 14,92%                                                                       | 3                                                                            |                                                                              |
| Democracia Ourensana (DO)                                                    | 19.411                                                                       | 10,92%                                                                       | 3                                                                            |                                                                              |

### Distribución de escaños por partidos judiciales
| Partido judicial       |    |   |   |   | Diputados |
| ---------------------- | -- | - | - | - | --------- |
| Bande                  | 1  |   |   |   | 1         |
| El Barco de Valdeorras | 1  | 1 |   |   | 2         |
| Carballino             | 1  | 1 |   |   | 2         |
| Orense                 | 6  | 3 | 3 | 3 | 15        |
| Puebla de Trives       | 1  |   |   |   | 1         |
| Ribadavia              | 1  | 1 |   |   | 2         |
| Verín                  | 1  | 1 |   |   | 2         |
| Total                  | 12 | 7 | 3 | 3 | 25        |

El presidente desde el 17 de julio de 2023 es el popular Luis Menor, alcalde de Pereiro de Aguiar.

## Presidencia
- 1979-1987: Victorino Núñez (PP)
- Desde 1987 hasta el 6-2-2012: José Luis Baltar Pumar (PP)
- Desde el 6-2-2012 hasta el 17-7-2023: José Manuel Baltar Blanco (PP)
- Desde el 17-7-2023: Luis Menor (PP)